# Olga Lengyel
Olga Lengyel (19 de octubre de 1908– 15 de abril de 2001),  fue una víctima sobreviviente del Holocausto, testigo de cargo en el  juicio de Bergen-Belsen, y escritora.

## Biografía
Lengyel nació en 1908, en Rumania, en una región del entonces Imperio austrohúngaro hoy dominada por Hungría. 
En tiempos de la Segunda Guerra Mundial estudió medicina y fue esposa del doctor Miklos Lengyel, a quien asistía en su hospital de Cluj-Napoca antes de ser deportados a Auschwitz en 1944 donde a su llegada perecieron sus padres e hijos, su esposo murió después, poco antes de su liberación. Antes de la deportación, un médico de origen alemán y pronazi, Osvath, su anterior empleado en el Hospital propiedad del marido, le extorsionó para simular la venta del centro hospitalario a él mismo a cambio de supuestamente ayudarle a salvar a su esposo detenido por la Gestapo, forzándola a entregarle también la propiedad de su casa y de todos los enseres de valor que contenía. Esta tuvo un padrino del cual se conoce muy poco, solo que fue tutor de Osvath y oncólogo quien murió, antes de la deportación de Olga y su familia, a causa de la misma enfermedad que el estudió, el cáncer.
Lengyel fue la única superviviente de su familia y escribió sus vivencias en su libro "Los Hornos de Hitler" ("Five Chimneys" en la edición inglesa), que se publicó en 1947. Su vida posterior al Holocausto fue dedicada a mantener la memoria de los hombres, mujeres y niños que murieron como resultado de los abusos en Auschwitz. 
Su testimonio, durante el juicio de Bergen-Belsen, contra Josef Mengele fue contundente. También contra el SS Hauptsturmführer (Capitán) Josef Kramer, comandante del campo de concentración de Birkenau; Irma Grese, famosa celadora SS de Birkenau y Fritz Klein, rumano quien hizo injustificables experimentos científicos con prisioneros.
Después de la guerra, emigró a los Estados Unidos. Según el website de "The Memorial Library", Olga fundó la Librería Memorial, localizada en el número 58 de la calle 79 oriente, la cual fue auspiciada por la Universidad del Estado de Nueva York.
Olga murió el año 2001, a la edad de 92 años, habiendo sobrevivido a Auschwitz, la pérdida de su primer marido, dos hijos y sus padres en el campo de concentración de Auschwitz, y después de haber batallado y sobrevivido a tres ataques separados de cáncer.